# Svjetski ekonomski forum
Svjetski ekonomski forum (eng. World Economic Forum) je međunarodna nevladina organizacija za lobiranje sa sjedištem u Colognyju u švicarskom kantonu Ženevi, koju je kao zakladu 24. siječnja 1971. osnovao njemački inženjer i ekonomist Klaus Schwab.
Godine 2006. Forum je otvorio podružnice u New Yorku i Pekingu. Godišnji sastanak Foruma održava se u Davosu, gdje se okupljaju vodeći poslovni ljudi, političari, intelektualci i novinari da bi raspravljali o trenutnim svjetskim problemima i temama poput zaštite okoliša i socijalnog poduzetništva. Osim sastanaka, Forum provodi mnoga istraživanja, a ima i promatrački status pri Gospodarskom i socijalnom vijeću Ujedinjenih naroda. Najviše tijelo Foruma je Osnivački odbor koji se sastoji od 22 člana među kojima je i bivši britanski premijer Tony Blair.

## Vanjske poveznice

### Sestrinski projekti
|  | Zajednički poslužitelj ima još gradiva o temi Svjetski ekonomski forum |

### Mrežna mjesta
- Poslovni.hr – Svjetski gospodarski forum (WEF) Davos